# Герб землі Північний Рейн-Вестфалія
Герб землі Північний Рейн-Вестфалія — земельний і державний герб, що разом з прапором є однією з державних емблем землі Північний Рейн-Вестфалія. Розроблений у 1947 році геральдистом Вольфгангом Пагенштехером, він символізує три частини землі, з яких утворилася Північна Рейн-Вестфалія після Другої світової війни: Рейнську область (Північний Рейн), Вестфалію та Ліппе.

## Опис герба
Офінційний опис герба:
«На земельному гербі, що поділений перевернутовилоподібно вигнуто, у першому зеленому полі срібний хвилястий перев'яз зліва, у другому червоному полі — срібний здиблений кінь, а знизу у срібному полі — червона троянда із золотими вушками та золотими чашолистками».
Крім того, герб можна описати так:
«Щит розсіено на зелене і червоне, у першому срібний хвилястий перев'яз зліва, у другому — прямостоячий срібний кінь, в основі щита вигнутий срібний наконечник, всередині червона троянда із золотими вушками та золотими чашолистками».

## Симполіка й історія
Хвиляста смуга на геральдичній мові символізує Рейн у сенсі промовистого герба; напрям перев'язу був повернутий проти картографічного курсу з естетичних міркувань. Рейн означає Рейнський регіон. Провінція Північний Рейн, яка виникла з Рейнської провінції в 1945 році, як свою земельну емблему використовувала зелений щит зі срібною хвилястою смугою відмовилася від прусського орла, який був доданий до провінційного герба в березні 1926 року в главі щита провінційним парламентом Рейнської провінції за проєктом геральдиста Вольфганга Пагенштехера. До 1926 року Рейнську провінцію представляв прусський орел із зеленим серцевим щитом, на якому символом Рейну була срібна хвиляста смуга, що йде справа наліво. Цей герб сходить до герба Фрідріха Вільгельма III у 1817 році. Було повернуто герб, наданий провінції Великого герцогства Нижнього Рейну, який був переданий до Рейнської провінції в 1822 році.
Геральдична тварина з геральдичного лівого боку — саксонський або вестфальський кінь (з піднятим хвостом). У державному гербі позначає частину Вестфалії. Завдяки розповідям і свідченням народної творчості він вшановує герцога Відукінда, племінне Саксонське герцогство та Саксонську Лігу Націй, яка існувала з IV століття у Вестфалії. У середині XV ст він з'явився приблизно в той самий час на курфюрських кельнських монетах як символ герцогства Вестфальського та як герб на гербі гвельфських герцогів Брауншвейг-Люнебурзьких, які на початку сучасності часи вважалися нащадками герцога Відукінда і через використання цього символу стверджували свої претензії на владу, підкреслювали старосаксонську територію (претензійний герб). У першій половині ХІХ столітті він з'явився в державних гербах Вестфальського і Ганноверського королівств. У 1881 році він став гербом провінції Вестфалія. У геральдичних традиціях королівства Ганновер, провінції Ганновер, вільної землі Брауншвейг і землі Нижня Саксонія також прийняли цей символ.

Нижнє срібне поле з вигнутим кінчиком представляє ліппську троянду, династичний символ Ліппської династії, який уже задокументовано на печатці Германа II Ліппського 1218 року. На державному гербі троянда символізує землю Ліппе, яка була змушена відмовитися від своєї незалежності як вільна держава після Другої світової війни і 21 січня 1947 року була включена до складу землі Північний Рейн-Вестфалія. На державному гербі Ліппе, а також на більшості муніципальних гербів Ліппе один із п’яти золотих чашолистків спрямований прямо вниз. Порівняно з цими зображеннями, троянду Ліппе на державному гербі землі Північний Рейн-Вестфалія повернуто на 36 градусів так, що один із золотих чашолистків спрямований прямо вгору.

Рейн вже був стилізований у гербі прусської провінції Великого герцогства Нижній Рейн, заснованої у 1817 році і використовувався для зображення Рейнської провінції найпізніше з 1835 року, хоча і в картографічному напрямку течії.
На гербі провінції Вестфалія зображенийсаксонський кінь, що стрибає з піднятим хвостом.
"Правильно" орієнтована троянда Ліппе зображена на державному гербі Ліппе

Земельний герб був розроблений у 1947 році дюссельдорфським художником і геральдистом Вольфгангом Пагенштехером. 5 лютого 1948 р. він був запроваджений у оновленому вигляді постановою уряду та 10 березня 1953 р. п. 2 «Закону про земельний колір, земельний герб і земельний прапор» закріплено в законі. Цей закон також передбачав, що на офіційному прапорі органів державної влади, дещо зсунутому до древка, зображено земельний герб.
Перш ніж земельний уряд під керівництвом Рудольфа Амелунксена та Карла Арнольда вжив заходів щодо запровадження земельного герба, 3 січня 1947 року боннська фабрика прапорів Фердинанд Дітцен вжила заходів і закликала запровадити земельний герб і земельний прапор. Компанія Ditzen вже запропонувала як кольори зелений для Рейнської області, білий для Ліппе та червоний для Вестфалії. Крім того, вона запропонувала хрест як символ, як це було «поширено в німецьких землях». Але ідея фірми прапорів виявилася невдалою. Однак тоді уряд землі організував конкурс на розробку земельного герба, на який було подано 1075 пропозицій, серед яких було чимало химерних. Одна з пропозицій полягала в тому, щоб не зображати на гербі Ліппе, «не через малий розмір землі, а через те, що нацизм вперше прийшов до влади саме в Ліппе». Оскільки земельний уряд був незадоволений запропонованими проєктами, він швидко замовив новий проєкт відомому геральдичному художнику Пагенштехеру, чий проєкт був в принципі схвалений, але підлягав подальшому ретельному вивченню. Проєкт Пагенштехера спочатку передбачав двох щитотримачів у сенсі повного герба (на «великому земельному гербі»), шахтаря як символ гірничої справи та фермера як символ землеробства.
17 листопада 1947 року кабінет Арнольда I висловився за проведення засідання «комісії з гербів» на основі існуючого проєкту Пагенштехера, яка зібралася незабаром після цього, 4 грудня. До її складу увійшли такі експерти:
- Рудольф Брандтс (1913—2003), управління державного архіву
- Антон Ейтель (1882—1966), Вестфальський університет Вільгельма
- Еріх Кіттель (1902—1974), Детмольдський державний архів
- Франц Леєндекер, художник у Дюссельдорфі[11]
- Вільгельм Раве (1886—1958), провінційний консерватор Вестфалії
- Франц Вольф-Меттерніх (1893—1978), провінційний консерватор Рейнської області
- Карл Цугорн (1887—1967), старший міський директор Мюнстера
- Пауль Егон Гюбінгер (1911—1987), Рейнський університет імені Фрідріха Вільгельма

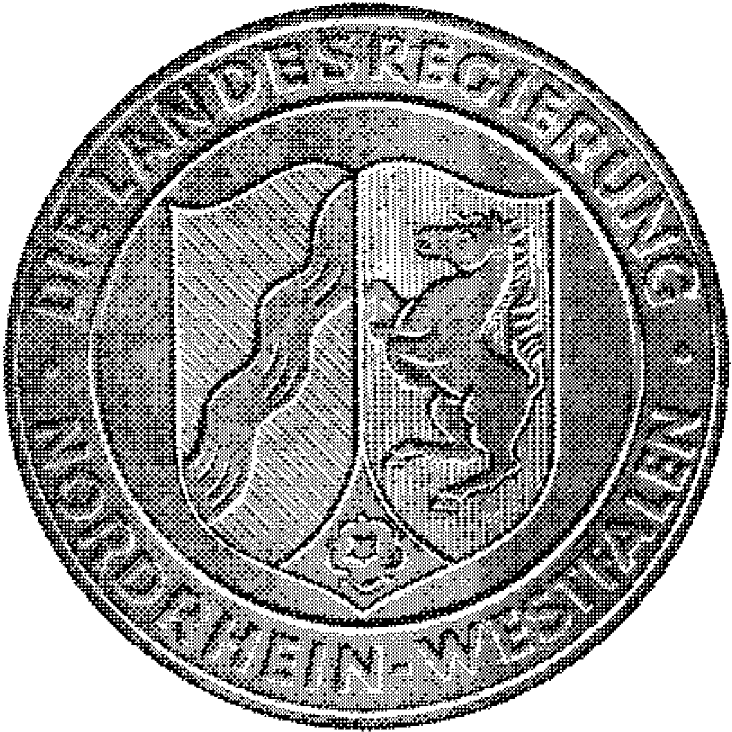
Велика земельна печатка Північного Рейну-Вестфалії (зразок для штампів або тиснення штампів уряду землі)

Земельний службовий прапор землі Північний Рейн-Вестфалія

Уряд землі звернувся до комісії, зокрема, з питанням, «чи можна нинішнє сполучення між трьома частинами держави здійснювати ще успішніше». Потім комісія одноголосно проголосувала за деякі зміни в дизайні Пагенштехера: смуга Рейнської хвилі була розміщена по діагоналі ліворуч у зеленому полі. Вестфальський кінь став більш крутим. Вигнутий кінчик був зменшений у розмірі, щоб троянда Ліппе просто помістилася. Верхня лінія щита була вигнута, щоб вестфальський кінь мав більше простору та впливу на своєму полі. Комісія не вважала за потрібне зображати щитотримачів, розроблених Пагенштехером. 23 грудня 1947 року кабінет Арнольда I вирішив прийняти відредагований проект як державний герб і як символ для земельноїпечатки.
Оскільки наприкінці 1950-х років прем'єр-міністр Франц Майерс бачив малий трискладовий герб як символ поділу землі Північний Рейн-Вестфалія, він ініціював проєкт великого державного герба — за прикладом герба Баварії, який складатиметься з більшої кількості колишніх територій. «Знак історичного символізму» мав сприяти «поглибленню усвідомлення країни». Було створено три проєкти, з яких земельний уряд схвалив перший. Цей малюнок, на якому щит тримали два леви, представляв Куркельн, єпископства Мюнстер, Падерборн і Мінден, герцогства Берг, Юліх, Клеве і Гельдерн, а також графства Марк і Равенсберг. У центрі герба зображений серцевий щит, що складається з трьох гербів: провінції Рейн (провінція Північний Рейн), провінції Вестфалія та землі Ліппе. На малюнку були зображені герби колишніх імперських міст Аахена, Кельна та Дортмунда в короні-обручі над гербом. Спроба законодавчо запровадити великий національний герб під час парламентської процедури в 1960 роцімзазнала невдачі, хоча в інших випадках прем'єр-міністр Мейєр міг покладатися на більшість у парламенті штату, і її більше не було піднято. Основними причинами цього були тогочасна вугільна криза, через яку деякі критики вважали, що дискусія про земельні символи застаріла, а також те, що інші критики вважали вибір символів для деяких історичних територій випадковим, а їхній історичний контекст — неврахованим. Тому Північний Рейн-Вестфалія не прийняв великий земельний герб. Так, земельна геральдика землі Північний Рейн-Вестфалія залишалася порівняно простою.

## Герб: «герб NRW» (1984) і «символ Північного Рейну-Вестфалії» (2009)

«Знак землі Північний Рейн-Вестфалія» (2009)

Через часті запити земл отримала герб, розроблений у 1980-х роках, яким може вільно користуватися кожен. Він суперечить геральдичним правилам і, зокрема, не відповідає законодавчо встановленому земельному гербу, використання якого потребує погодження і, як правило, дозволено лише владі землі. У циркулярі від 17 лютого 1984 рокуМіністр внутрішніх справ Герберт Шнор запровадив «народний» герб. Через порушення геральдичних правил геральдист Рольф Нагель назвав його «фальшивим гербом».
1 жовтня 2009 року міністр внутрішніх справ Інго Вольф представив нову печатку під назвою «Знак Північного Рейну-Вестфалії», яка типологічно розроблена як рекламний графічний логотип і, зокрема своєю квадратною формою, відрізняється ще чіткіше, ніж попередній офіційний герб. Циркуляром він дав загальний дозвіл усім використовувати новий символ, але водночас обмежив місця його використання. Символ не можна використовувати неналежним чином, наприклад, у зв'язку з вмістом, спрямованим проти вільного демократичного основного порядку або ідеї міжнародного взаєморозуміння, що може завдати шкоди репутації чи інтересам землі або поставити під загрозу громадську безпеку та порядок. Крім того, його не можна використовувати, якщо у відповідному контексті може здатися, що використання здійснюється в офіційній якості.

## Спрощений герб: «NRW-Design» (1991) і «North Rhine-Westphalia-Design» (2007)
17 лютого 1984 року, одночасно із запровадженням герба, міністр внутрішніх справ Герберт Шнор також змінив «Положення про використання земельного герба», дозволивши «посадам, особливо тим, хто займається зв'язками з громадськістю», використовувати державний герб у зміненому вигляді. 10 вересня 1991 року кабінет Рау IV ухвалив рішення про «дизайн NRW» із «модернізованим» гербом. Раніше вигнуті контури щита спрощено та змінено зображення хвилястої смуги, вестфальського коня та троянди Ліппе. Геральдист Рольф Нагель також не схвалив цей проект як фальсифікацію.
|                                                                       |  |                                                                  |
| Прикордонний знак зі спрощеним державним гербом у "NRW design" (1991) |  | Спрощений герб у "дизайні землі Північний Рейн-Вестфалія" (2007) |

За даними земельного уряду, загальна вартість впровадження «спрощеного» герба для зв'язків з громадськістю склала майже 110 000 євро (53 000 євро плюс зразки дизайну та витрати на перетворення).
27 березня 2007 року кабінет Рюттгера ухвалив рішення про подальшу зміну форми земельного герба, яка офіційно називається «дизайн Північного Рейну-Вестфалії». У цій постанові державний уряд прописав новий державний герб для «піару» як фірмовий дизайн для підпорядкованих державних органів, земельних компаній, а також земельних ініціатив і заходів. Його оформлення також суттєво відрізняється від звичайної офіційної форми завдяки рекламному графічному оформленню. Основними особливостями цього спрощеного герба є повна відмова від внутрішніх чорних контурів і — шляхом ще раз відмови від вигнутої форми — спрощення герба до чорно-білого обрамленого півкруглого щита. Зокрема, вестфальський конь був сильно змінений у формі та поставі, щоб він нагадував коня на торговій марці Ferrari. Ліппську троянду повернули на 36 градусів, тому її орієнтація відрізняється від офіційної форми державного герба землі Північний Рейн-Вестфалія, але в цьому відношенні вона схожа на історичну модель герба землі Ліппе. У той же час його було ще більше спрощено графічно і таким чином наближено до форми квітки прила. Він відрізняється від традиційної офіційної форми тим, що чашолистки та слимаки, прописані в гербі офіційного герба, є абстрактними та зображені зеленим кольором замість стандартизованого золота. Випрямлення Рейну востаннє зазнало зменшення кількості річкових хвиль у «проєкті NRW» 1991 року, було продовжено шляхом усунення будь-яких інших річкових хвиль. «Дизайн Північного Рейну-Вестфалії» набув чинності 1 травня 2007 року. На основі постанови Кабінету міністрів було видано «Інструкції щодо застосування дизайну Північного Рейну-Вестфалії», які, крім нового герба, також містять специфікації щодо використання білого фону та шрифту Benton Sans. Відповідно до «Керівництва», недержавне листування вважається «працею зі зв'язків з громадськістю». Через відсутність різниці між цими листами та листами з суверенними актами земельна влада майже не використовує у своєму листуванні офіційний земельний герб як державний герб.
Оскільки опис державного герба, законодавчо встановлений з 1953 року, відповідним чином не змінювався, ця спрощена форма зображення не замінює встановленого законом державного герба. Відомий герб залишається державним гербом землі Північний Рейн-Вестфалія.

## Див. також

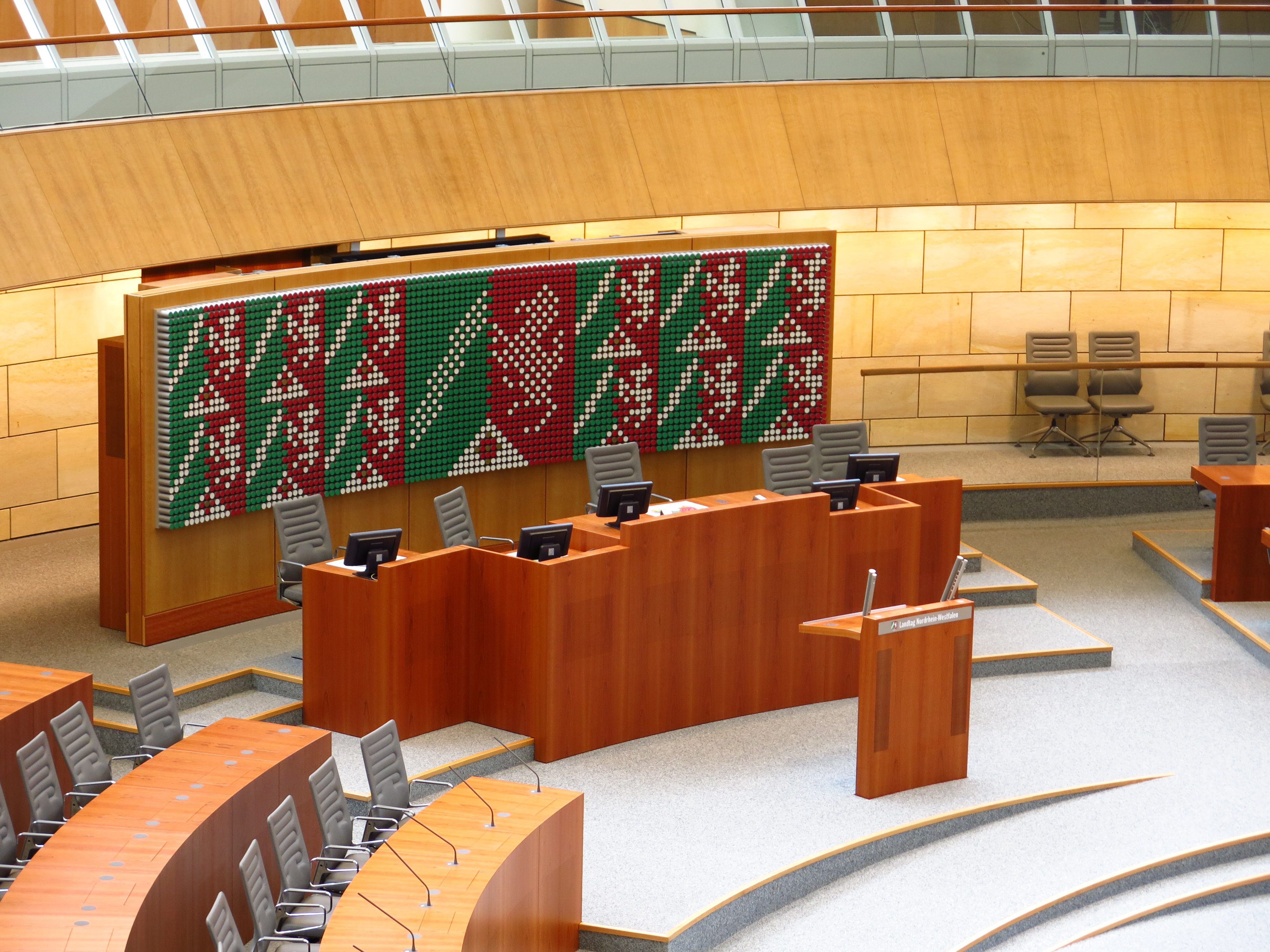
Земельний герб землі Північний Рейн-Вестфалія (1988), скульптура Фердинанда Крівета в залі пленарних засідань будівлі парламенту землі Північний Рейн-Вестфалія

## Веб-посилання
- Закон про державні кольори, державний герб і державний прапор від 10 березня 1953 р.
- Розпорядження про використання державного герба від 16 травня 1956 року
- Державний герб і печатка, сайт на порталі land.nrw.de